# Вуоснајоки
Вуоснајоки (рус. Вуоснайоки) река је која протиче преко северозападних делова Руске Федерације и представља граничну реку између Мурманске области (Кандалашки рејон) на северу и Републике Карелије на југу. Свој ток започиње као отока језера Вуоснајарви на подручју Кандалашког рејона, на надморској висини од 307 метара. Улива се у језеро Нивајарви на надморској висини од 199 метара. Укупна дужина водотока је 66 km, површина сливног подручја је 661 km², док је просечан проток воде у зони ушћа око 8 m³/s.
Река Вуоснајоки протиче кроз ненасељено подручје обрасло густим четинарским и брезовим шумама, а њене обале су местимично ниске и замочварене. У кориту се налазе бројни брзаци, а просечан пад њеног корита је око 1,63 метра по километру тока. Припада басену реке Тумче, односно Кандалакшком заливу Белог мора.
Доњи део тока реке Вуоснајоки популаран је међу љубитељима рафтинга.